# ГЕС Танкенг
ГЕС Танкенг (滩坑水电站) — гідроелектростанція на сході Китаю у провінції Чжецзян. Використовує ресурс із річки Xiaoxi, правої твірної Oujiang (впадає до Східнокитайського моря біля міста Веньчжоу). При цьому нижче по сточищу на Oujiang працює ГЕС Sānxīkǒu.
В межах проекту річку перекрили кам'яно-накидною греблею із бетонним облицюванням висотою 162 метра, довжиною 507 метрів та шириною по гребеню 12 метрів, яка потребувала 9,6 млн м3 матеріалу. Вона утримує водосховище з об'ємом 3520 млн м3 (корисний об'єм 1260 млн м3) та припустимим коливанням рівня поверхні у операційному режимі між позначками 120 та 160 метрів НРМ (під час повені рівень може зростати до 169,5 метра НРМ, а об'єм – до 4190 млн м3).
Пригреблевий машинний зал обладнали трьома турбінами типу Френсіс потужністю по 200 МВт, які забезпечують виробництво 1023 млн кВт-год електроенергії на рік. 
Видача продукції відбувається по ЛЕП, розрахованій на роботу під напругою 220 кВ.